# Utiaritichthys sennaebragai
Utiaritichthys sennaebragai är en fiskart som beskrevs av Miranda Ribeiro, 1937. Utiaritichthys sennaebragai ingår i släktet Utiaritichthys och familjen Characidae. Inga underarter finns listade i Catalogue of Life.